# Darna (serie de televisión de 2005)
Darna es una serie de acción de fantasía dramática de televisión filipina de 2005 transmitida por GMA Network. La serie está basada en el personaje ficticio filipino de Mars Ravelo del mismo nombre y una adaptación libre de la miniserie de historietas Darna de 2003 publicada por Mango Comics. Dirigida por Dominic Zapata y  Eric Quizon, está protagonizada por Angel Locsín  en el papel principal. Se estrenó el 4 de abril de 2005 en la programación de Telebabad de la cadena. La serie concluyó el 25 de noviembre de 2005 con un total de 170 episodios.

## Producción
La actriz Iza Calzado fue contactada por primera vez para el papel de Darna. Sin embargo, debido al requisito de que Calzado perdiera peso para usar un disfraz, el papel finalmente fue para Ángel Locsin.

## Ratings
Según las calificaciones de televisión doméstica de Mega Manila de AGB Nielsen Philippines, el episodio piloto de Darna obtuvo una calificación del 47,1%, la calificación más alta para un episodio piloto en la televisión filipina. La serie tuvo su calificación más alta el 7 de abril de 2005 con una calificación de 52,1%.